# Dyggve
Dyggve var en svensk sagokung av Ynglingaätten. Enligt Ynglingasagan i Heimskringla var han son till Domar och Drott, dotter till den danske kungen Danper och syster till Dan den högmodige, och hade sonen Dag den vise. Dyggve skall ha varit den förste i sin släkt som kallade sig "kung"; de tidigare härskarna hade kallat sig drottnar. Han skall ha dött sotdöden och blivit älskare åt Hel och efterträtts av sin son.